# Ramosomyia violiceps
Ramosomyia violiceps là một loài chim trong họ Trochilidae.